# Біноміальний коефіцієнт

Біноміальні коефіцієнти розташовані у вигляді трикутника Паскаля.

Візуалізація біноміальних коефіцієнтів до 4 степеня

Біноміальні коефіцієнти — коефіцієнти в розкладі {\displaystyle \ (1+x)^{n}} по степенях {\displaystyle \ x} (так званий біном Ньютона):
{\displaystyle (1+x)^{n}={n \choose 0}+{n \choose 1}x+{n \choose 2}x^{2}+\cdots +{n \choose n}x^{n}=\sum _{k=0}^{n}{n \choose k}x^{k}.}
Біноміальний коефіцієнт є узагальненням кількості невпорядкованих виборів {\displaystyle C_{n}^{k}}, що визначена тільки для невід'ємних цілих чисел {\displaystyle n}, {\displaystyle k}, тобто {\displaystyle \ n+1\in \mathbb {N} } та {\displaystyle \ k+1\in \mathbb {N} .}
У явному вигляді для {\displaystyle 0\leq k\leq n}:
{\displaystyle {n \choose k}=C_{n}^{k}={\frac {n!}{k!\;(n-k)!}}},
де {\displaystyle n!} та {\displaystyle k!} — факторіали чисел {\displaystyle n} і {\displaystyle k}.

## Явні формули
Обчислюючи коефіцієнти в розкладі {\displaystyle (1+x)^{n}} у степеневий ряд, можна отримати явні формули для біноміальних коефіцієнтів {\displaystyle \textstyle {\binom {n}{k}}}.
Для всіх дійсних чисел n і цілих чисел k:
{\displaystyle {\binom {n}{k}}={\begin{cases}{\frac {n(n-1)(n-2)\cdot \ldots \cdot (n-k+1)}{k!}},&k\geqslant 0,\\0,&k<0,\end{cases}}}
де {\displaystyle k!} позначає факторіал числа k.
Для невід'ємних цілих n і k також справедливі формули:
{\displaystyle {\binom {n}{k}}={\begin{cases}{\frac {n!}{k!(n-k)!}},&0\leqslant k\leqslant n,\\0,&k>n.\end{cases}}}
Для цілих від'ємних показників коефіцієнти розкладу бінома {\displaystyle (1+x)^{-n}} рівні
{\displaystyle {\binom {-n}{k}}={\begin{cases}(-1)^{k}\cdot {\frac {(n+k-1)!}{k!(n-1)!}},&k\geqslant 0,\\0,&k<0.\end{cases}}}

## Трикутник Паскаля
Тотожність {\displaystyle {n \choose k}={n-1 \choose k-1}+{n-1 \choose k}}
дозволяє розташувати біноміальні коефіцієнти для невід'ємних {\displaystyle n}, {\displaystyle k} у вигляді трикутника Паскаля, в якому кожне число рівне сумі двох, що стоять на рядок вище:
{\displaystyle {\begin{matrix}n=0:&&&&&1&&&&\\n=1:&&&&1&&1&&&\\n=2:&&&1&&2&&1&&\\n=3:&&1&&3&&3&&1&\\n=4:&1&&4&&6&&4&&1\\\vdots &&\vdots &&\vdots &&\vdots &&\vdots &\end{matrix}}}
Трикутна таблиця, запропонована Паскалем в «Трактаті про арифметичний трикутник» (1654), відрізняється від описаної тут поворотом на 45°.
Таблиці для зображення біноміальних коефіцієнтів були відомі й раніше.

## Властивості

### Твірні функції
Для фіксованого значення n твірною функцією послідовності біноміальних коефіцієнтів {\displaystyle {\tbinom {n}{0}},\;{\tbinom {n}{1}},\;{\tbinom {n}{2}},} … є
{\displaystyle \sum _{k=0}^{\infty }{\binom {n}{k}}x^{k}=(1+x)^{n}.}
Для фіксованого значення k твірною функцією послідовності коефіцієнтів {\displaystyle {\tbinom {0}{k}},\;{\tbinom {1}{k}},\;{\tbinom {2}{k}},} … є
{\displaystyle \sum _{n}{\binom {n}{k}}y^{n}={\frac {y^{k}}{(1-y)^{k+1}}}}.
Двовимірною твірною функцією біноміальних коефіцієнтів {\displaystyle {\tbinom {n}{k}}} для цілих {\displaystyle n,k} є
{\displaystyle \sum _{n,k}{\binom {n}{k}}x^{k}y^{n}={\frac {1}{1-y-xy}},} або {\displaystyle \sum _{n=0}^{\infty }\sum _{k=0}^{n}{\binom {n}{k}}x^{k}y^{n}={\frac {1}{1-y-xy}}.}

### Подільність
Із теореми Люка випливає, що:
- коефіцієнт {\displaystyle \textstyle {\binom {n}{k}}} непарний {\displaystyle \iff } в двійкового запису числа k одиниці не стоять у тих розрядах, де в числі n стоять нулі;
- коефіцієнт {\displaystyle \textstyle {\binom {n}{k}}} не кратний простому число p {\displaystyle \iff } при записі числа k в системі числення з основою p, всі розряди не перевищують відповідних розрядів числа n;
- у послідовності біноміальних коефіцієнтів {\displaystyle \textstyle {\binom {n}{0}},\;{\binom {n}{1}},\;\ldots ,\;{\binom {n}{n}}}:
  - всі числа не кратні заданому простому p {\displaystyle \iff } число {\displaystyle n} можна подати у вигляді {\displaystyle mp^{k}-1}, де натуральне число {\displaystyle m<p};
  - всі числа, крім першого й останнього, кратні даному простому p {\displaystyle \iff } {\displaystyle n=p^{k}};
  - кількість непарних чисел дорівнює степеню двійки, показник якої дорівнює кількості одиниць у двійковому записі числа n;
  - парних і непарних чисел не може бути порівну;
  - кількість чисел, не кратних простому p, дорівнює {\displaystyle (a_{1}+1)*\dots *(a_{m}+1)}, де числа {\displaystyle a_{1},\;\ldots ,a_{m}} — розряди p-кового запису числа n; а число {\displaystyle \textstyle m=\lfloor \log _{p}{n}\rfloor +1,} де {\displaystyle \lfloor \cdot \rfloor } — функція «підлоги» — це довжина даного запису.

### Тотожності
1. {\displaystyle {n \choose k}={n-1 \choose k-1}+{n-1 \choose k}}
2. {\displaystyle {n \choose k}={\frac {n}{n-k}}{n-1 \choose k}}
3. {\displaystyle {n \choose 0}+{n \choose 1}+\cdots +{n \choose n}=2^{n}}
4. {\displaystyle {n \choose 0}+{n \choose 2}+\cdots +{n \choose 2\lfloor n/2\rfloor }=2^{n-1}}
5. {\displaystyle {n \choose 0}^{2}+{n \choose 1}^{2}+\cdots +{n \choose n}^{2}={2n \choose n}}
6. {\displaystyle \sum _{k=0}^{n}{r \choose m+k}{s \choose n-k}={r+s \choose m+n}} (згортка Вандермонда)

### Біном Ньютона і наслідки
- {\displaystyle {n \choose 0}+{n \choose 1}+\ldots +{n \choose n}=2^{n},} де {\displaystyle n\in \mathbb {N} .}
- {\displaystyle \sum _{i+j=m}{\binom {n}{j}}{\binom {n}{i}}(-1)^{j}={\begin{cases}{\binom {n}{m/2}},&{\text{якщо}}\ m\equiv 0{\pmod {2}},\\0,&{\text{якщо}}\ m\equiv 1{\pmod {2}}.\end{cases}}}
- {\displaystyle \sum _{j=k}^{n}{\binom {n}{j}}(-1)^{j}=(-1)^{k}{\binom {n-1}{k-1}}.}
- {\displaystyle {n \choose 0}-{n \choose 1}+\ldots +(-1)^{n}{n \choose n}=0,} де {\displaystyle n\in \mathbb {N} .}
- Сильніша тотожність: {\displaystyle {n \choose 0}+{n \choose 2}+\ldots +{n \choose 2\lfloor n/2\rfloor }=2^{n-1},} де {\displaystyle n\in \mathbb {N} .}
- {\displaystyle \sum _{k=-a}^{a}(-1)^{k}{2a \choose k+a}^{3}={\frac {(3a)!}{(a!)^{3}}},}

а в загальнішому вигляді
{\displaystyle \sum _{k=-a}^{a}(-1)^{k}{a+b \choose a+k}{b+c \choose b+k}{c+a \choose c+k}={\frac {(a+b+c)!}{a!\,b!\,c!}}.}

### Згортка Вандермонда і наслідки
- {\displaystyle \sum _{k}{r \choose m+k}{s \choose n-k}={r+s \choose m+n}} (згортка Вандермонда), де {\displaystyle m,n\in \mathbb {Z} ,} а {\displaystyle r,s\in \mathbb {R} .}

Це тотожність виходить обчисленням коефіцієнта при {\displaystyle x^{m+n}} у розкладі {\displaystyle (1+x)^{r}(1+x)^{s}} з урахуванням тотожності {\displaystyle (1+x)^{r+s}=(1+x)^{r}(1+x)^{s}.} Сума береться за всіма цілими {\displaystyle k}, для яких {\displaystyle \textstyle {r \choose m+k}{s \choose n-k}\neq 0.} Для довільних дійсних {\displaystyle r}, {\displaystyle s} число ненульових доданків у сумі буде скінченним.
- {\displaystyle {n \choose 0}{a \choose a}-{n \choose 1}{a+1 \choose a}+\ldots +(-1)^{n}{n \choose n}{a+n \choose a}=(-1)^{n}{a \choose n}}.
- загальніша тотожність: {\displaystyle \sum _{i=0}^{p}(-1)^{i}{p \choose i}\prod _{m=1}^{n}{i+s_{m} \choose s_{m}}=0}, якщо {\displaystyle \sum _{m=1}^{n}{s_{m}}<p}.
- {\displaystyle {n \choose 0}^{2}+{n \choose 1}^{2}+\ldots +{n \choose n}^{2}={2n \choose n}.}

### Інші тотожності
- {\displaystyle \sum _{k=1}^{n}{\frac {(-1)^{k-1}}{k}}{n \choose k}=\sum _{k=1}^{n}{\frac {1}{k}}=H_{n}} — n- е гармонічне число.
- Мультисекція ряду {\displaystyle (1+x)^{n}} дає тотожність, що виражає суму біноміальних коефіцієнтів із довільним кроком s і зміщенням t {\displaystyle (0\leqslant t<s)} у вигляді скінченної суми з s доданків:

{\displaystyle {\binom {n}{t}}+{\binom {n}{t+s}}+{\binom {n}{t+2s}}+\ldots ={\frac {1}{s}}\sum _{j=0}^{s-1}\left(2\cos {\frac {\pi j}{s}}\right)^{n}\cos {\frac {\pi (n-2t)j}{s}}.}
- Виконуються рівності[1]:

{\displaystyle {\begin{alignedat}{2}{\binom {n}{3}}&={\frac {n(n-1)(n-2)}{\color {Green}2}}-\sum _{i=2}^{n-1}{(n-i)(n-i+1)}=\\&=n(n-1)(n-2)-\sum _{i=2}^{n-1}{(n-i)({\color {Green}2}n-i+1)}=\\&=3{\binom {n}{3}}-2{\binom {n}{3}};\\\end{alignedat}}}
{\displaystyle {\begin{alignedat}{2}{\binom {n}{4}}&={\frac {n(n-1)(n-2)(n-3)}{\color {Green}2}}-\sum _{i=3}^{n-1}{(n-i)\left(n(n-1)-\sum _{i_{0}=1}^{i-2}i_{0}\right)}=\\&=n(n-1)(n-2)(n-3)-\sum _{i=3}^{n-1}{(n-i)\left({\color {Green}2}n(n-1)-\sum _{i_{0}=1}^{i-2}i_{0}\right)}=\\&=24{\binom {n}{4}}-23{\binom {n}{4}};\\\end{alignedat}}}
{\displaystyle {\begin{alignedat}{2}{\binom {n}{5}}&={\frac {n(n-1)(n-2)(n-3)(n-4)}{\color {Green}2}}-\\&-\sum _{i=4}^{n-1}{(n-i)\left(n(n-1)(n-2)-\sum _{i_{0}=1}^{i-3}\sum _{i_{1}=1}^{i_{0}}i_{1}\right)}=\\&=n(n-1)(n-2)(n-3)(n-4)-\\&-\sum _{i=4}^{n-1}{(n-i)\left({\color {Green}2}n(n-1)(n-2)-\sum _{i_{0}=1}^{i-3}\sum _{i_{1}=1}^{i_{0}}i_{1}\right)}=\\&=120{\binom {n}{5}}-119{\binom {n}{5}}.\end{alignedat}}}
Звідки випливає:
{\displaystyle {\binom {n}{3}}={\frac {\sum \limits _{i=2}^{n-1}{(n-i)(2n-i+1)}}{2}}={\frac {\sum \limits _{i=2}^{n-1}{(n-i)\left(2A_{n}^{1}-{\binom {i-1}{1}}\right)}}{2}};}
{\displaystyle {\binom {n}{4}}={\frac {\sum \limits _{i=3}^{n-1}{(n-i)\left(2n(n-1)-\sum \limits _{i_{0}=1}^{i-2}i_{0}\right)}}{23}}={\frac {\sum \limits _{i=3}^{n-1}{(n-i)\left(2A_{n}^{2}-{\binom {i-1}{2}}\right)}}{23}};}
{\displaystyle {\begin{alignedat}{2}&{\binom {n}{5}}={\frac {\sum \limits _{i=4}^{n-1}{(n-i)\left(2n(n-1)(n-2)-\sum \limits _{i_{0}=1}^{i-3}\sum \limits _{i_{1}=1}^{i_{0}}i_{1}\right)}}{119}}=\\&={\frac {\sum \limits _{i=4}^{n-1}{(n-i)\left(2A_{n}^{3}-{\binom {i-1}{3}}\right)}}{119}};\\\end{alignedat}}}
{\displaystyle {\binom {n}{k}}={\frac {\sum \limits _{i=k-1}^{n-1}{(n-i)\left(2A_{n}^{k-2}-{\binom {i-1}{k-2}}\right)}}{k!-1}},}
де {\displaystyle A_{n}^{k}} — кількість розміщень із n по k.

### Матричні співвідношення
Якщо взяти квадратну матрицю, відрахувавши N елементів по катетах трикутника Паскаля і повернувши матрицю на будь-який з чотирьох кутів, то детермінант цих чотирьох матриць дорівнює ±1 за будь-якого N, причому детермінант матриці з вершиною трикутника у верхньому лівому куті дорівнює 1.
У матриці {\displaystyle {\begin{bmatrix}{\tbinom {i+j}{i}}\end{bmatrix}}} числа на діагоналі {\displaystyle i+j=const} повторюють числа рядків трикутника Паскаля {\displaystyle (i,j=0,1,\ldots )}. Її можна розкласти в добуток двох строго діагональних матриць: нижньотрикутної та одержуваної з неї транспонуванням. А саме:
{\displaystyle {\begin{bmatrix}{\binom {i+j}{i}}\end{bmatrix}}=UU^{T},}
де {\displaystyle U={\begin{bmatrix}{\tbinom {i}{j}}\end{bmatrix}}}. Обернена матриця до {\displaystyle U} має вигляд:
{\displaystyle U^{-1}={\begin{bmatrix}(-1)^{i+j}{\binom {i}{j}}\end{bmatrix}}.}
Таким чином, матрицю, обернену до {\displaystyle {\begin{bmatrix}{\tbinom {i+j}{i}}\end{bmatrix}}}, можна розкласти в добуток двох строго діагональних матриць: перша матриця — верхньотрикутна, а друга виходить з першої транспонуванням, що дозволяє дати явний вираз для обернених елементів:
{\displaystyle {\begin{bmatrix}{\binom {i+j}{i}}\end{bmatrix}}_{m,n}^{-1}=\sum _{k=0}^{p}(-1)^{m+n}{\binom {k}{m}}{\binom {k}{n}}}, де i, j, m, n = 0..p.
Елементи оберненої матриці змінюються за зміни її розміру і, на відміну від матриці {\displaystyle {\begin{bmatrix}{\tbinom {i+j}{i}}\end{bmatrix}}}, недостатньо приписати новий рядок і стовпець. Стовпець j матриці {\displaystyle {\begin{bmatrix}{\tbinom {i+j}{i}}\end{bmatrix}}} є многочленом степеня j за аргументом i, отже, перші p стовпців утворюють повний базис у просторі векторів довжини p+1, чиї координати можна інтерполювати многочленом степеня рівного або меншого ніж p-1. Нижній рядок матриці {\displaystyle {\begin{bmatrix}{\binom {i+j}{i}}\end{bmatrix}}_{m,n}^{-1}} ортогональний до будь-якого такого вектора.
{\displaystyle {\begin{bmatrix}{\binom {i+j}{i}}\end{bmatrix}}_{p,n}^{-1}=\sum _{k=0}^{p}(-1)^{p+n}{\binom {k}{p}}{\binom {k}{n}}=(-1)^{p+n}{\binom {p}{n}}}
{\displaystyle \sum _{n=0}^{p}(-1)^{p+n}{\binom {p}{n}}{P}_{a}(n)=0} при {\displaystyle a<p}, де {\displaystyle {P}_{a}(n)} многочлен степеня {\displaystyle a}.
Якщо довільний вектор довжини {\displaystyle p+1} можна інтерполювати многочленом степеня {\displaystyle i<p}, то скалярний добуток з рядками {\displaystyle i+1,i+2,\dots ,p} (нумерація з 0) матриці {\displaystyle {\begin{bmatrix}{\binom {i+j}{i}}\end{bmatrix}}_{m,n}^{-1}} дорівнює нулю. Використовуючи тотожність вище і рівність одиниці скалярного добутку нижнього рядка матриці {\displaystyle {\begin{bmatrix}{\binom {i+j}{i}}\end{bmatrix}}_{m,n}^{-1}} на останній стовпець матриці {\displaystyle {\begin{bmatrix}{\tbinom {i+j}{i}}\end{bmatrix}}}, маємо:
{\displaystyle \sum _{n=0}^{p}(-1)^{p+n}{\binom {p}{n}}{n}^{p}=p!.}
Для показника, більшого від p, можна задати рекурентну формулу:
{\displaystyle \sum _{n=0}^{p}(-1)^{p+n}{\binom {p}{n}}{n}^{p+a}=p!{P}_{2a}(p)={f}_{a}(p),}
де многочлен
{\displaystyle {P}_{2a+2}(p)=\sum _{x=1}^{p}x{P}_{2a}(x);\quad a\geqslant 0;\quad {P}_{0}(p)=1.}
Для доведення спершу доводиться тотожність:
{\displaystyle {f}_{a}(p+1)=\sum _{x=0}^{a}{(p+1)}^{x+1}{f}_{a-x}(p).}
Якщо потрібно знайти формулу не для всіх показників степеня, то
{\displaystyle {P}_{2a}(p)={\frac {p}{{2}^{a}}}{\binom {p+a}{a}}{Q}_{a-1}(p);\quad a>0.}
Старший коефіцієнт {\displaystyle {Q}_{a-1}(p)} дорівнює 1, щоб знайти інші коефіцієнти, знадобиться {\displaystyle a-1} значень:
{\displaystyle {Q}_{a-1}(p)=p(p+1){T}_{a-3}(p)} для {\displaystyle a\equiv 1{\pmod {2}};a\geqslant 3.}

### Цілозначні многочлени
Біноміальні коефіцієнти {\displaystyle {\tbinom {x}{0}}=1,{\tbinom {x}{1}}=x,{\tbinom {x}{2}}={\tfrac {x^{2}}{2}}-{\tfrac {x}{2}},} … є цілозначними многочленами від {\displaystyle x}, тобто, набувають цілих значень за цілих значень {\displaystyle x,} — це неважко зрозуміти, наприклад, за трикутником Паскаля. Більш того, вони утворюють базис цілозначних многочленів, у якому всі цілозначні многочлени виражаються як лінійні комбінації з цілими коефіцієнтами.
Разом з тим, стандартний базис {\displaystyle 1,x,x^{2},} … не дозволяє виразити всіх цілочисельних многочленів, якщо використовувати тільки цілі коефіцієнти, оскільки вже {\displaystyle {\tbinom {x}{2}}={\tfrac {x^{2}}{2}}-{\tfrac {x}{2}}} має дробові коефіцієнти при степенях {\displaystyle x}.
Цей результат узагальнюється на многочлени багатьох змінних. А саме, якщо многочлен {\displaystyle R(x_{1},\dots ,x_{m})} степеня {\displaystyle k} має дійсні коефіцієнти і набуває цілих значень за цілих значень змінних, то
{\displaystyle R(x_{1},\dots ,x_{m})=P\left({\binom {x_{1}}{1}},\dots ,{\binom {x_{1}}{k}},\dots ,{\binom {x_{m}}{1}},\dots ,{\binom {x_{m}}{k}}\right),}
де {\displaystyle P} — многочлен із цілими коефіцієнтами.

### Асимптотика і оцінки
1. {\displaystyle {2n \choose n}\sim {\frac {2^{2n}}{\sqrt {\pi n}}}}
2. {\displaystyle \sum _{k=0}^{m}{n \choose k}\leq {\frac {n}{(n/2-m)^{2}}}2^{n-3}} при {\displaystyle m\leq n/2} (нерівність Чебишева)
3. {\displaystyle \sum _{k=0}^{m}{n \choose k}\leq 2^{nH(m/n)}} (ентропійна оцінка), де {\displaystyle H(x)=-x\log _{2}x-(1-x)\log _{2}(1-x)} — ентропія.
4. {\displaystyle \sum _{k=0}^{n/2-\lambda }{n \choose k}\leq 2^{n}e^{-2\lambda ^{2}/n}} (нерівність Чернова)

## Алгоритми обчислення
- Біноміальні коефіцієнти можуть бути обчислені за допомогою тотожності {\displaystyle {n \choose k}={n-1 \choose k}+{n-1 \choose k-1}}, якщо на кожному кроці зберігати значення {\displaystyle {n \choose k}} для {\displaystyle k=0,1,\dots ,n}. Цей алгоритм особливо ефективний, якщо необхідно отримати всі значення {\displaystyle {n \choose k}} при фіксованому {\displaystyle n}. Алгоритм потребує {\displaystyle \ O(n)} пам'яті ({\displaystyle \ O(n^{2})} для обчислення всієї таблиці) і {\displaystyle \ O(n^{2})} часу.

- Інший спосіб ґрунтується на тотожності {\displaystyle {n \choose k}={\frac {n}{n-k}}{n-1 \choose k}}. Він дозволяє обчислити значення {\displaystyle {n \choose k}} при фіксованому {\displaystyle k}. Алгоритм потребує {\displaystyle \ O(1)} пам'яті і {\displaystyle \ O(n)} часу.

## Узагальнення
Оскільки для {\displaystyle \ n+1\in \mathbb {N} :\ n!=\Gamma (n+1)}, то значення біноміального коефіцієнта можна визначити для усіх комплексних чисел {\displaystyle \ n\in \mathbb {C} } та {\displaystyle \ k\in \mathbb {C} }:
{\displaystyle {n \choose k}={\frac {\Gamma (n+1)}{\Gamma (k+1)\Gamma (n-k+1)}}}
Явні формули для обчислення біноміальних коефіцієнтів для цілих чисел {\displaystyle \ n} та {\displaystyle \ k}:
{\displaystyle {n \choose k}={\frac {n!}{k!\;(n-k)!}}} для {\displaystyle 0\leq k\leq n};
{\displaystyle {n \choose k}=0} для {\displaystyle \ k<0} або {\displaystyle 0\leq n<k};
{\displaystyle {n \choose k}=(-1)^{k}{-n+k-1 \choose k}} для {\displaystyle n<0\leq k}.
Біноміальні коефіцієнти часто зустрічаються в комбінаторних задачах і теорії імовірностей.
Узагальненням біноміального коефіцієнта є мультиноміальний коефіцієнт.

## Генерація на C++
```
#include
 
<iostream>

#include
 
<string>

using
 
namespace
 
std
;

void
 
C
(
int
 
n
,
 
int
 
m
,
 
int
 
startAt
 
=
 
1
,
 
string
 
s
 
=
 
""
)
 
{

	
for
 
(
int
 
i
 
=
 
startAt
;
 
i
 
<=
 
n
 
-
 
m
 
+
 
1
;
 
i
++
)
 
{

		
if
 
(
1
 
==
 
m
)

			
cout
 
<<
 
s
 
+
 
(
char
)(
i
+
'0'
)
 
<<
 
endl
;

		
else

			
C
(
n
,
 
m
 
-
 
1
,
 
i
 
+
 
1
,
 
s
 
+
 
(
char
)(
i
+
'0'
));

	
}
	

}

int
 
main
()
 
{

	
C
(
7
,
 
3
);

	

	
return
 
0
;

}

```